# Phiale
Phiale  (лат.) — род пауков-скакунов из подсемейства Aelurillinae. Представители рода распространены в Новом Свете: от Мексики до Аргентины.

## Виды
В настоящее время к роду относят 35 видов:
| Phiale aschnae Makhan, 2006                     | Суринам                       |
| Phiale bicuspidata (F. O. P-Cambridge, 1901)    | Коста-Рика, Панама            |
| Phiale bilobata (F. O. P.-Cambridge, 1901)      | Гватемала, Панама             |
| Phiale bipunctata Mello-Leitão, 1947            | Бразилия                      |
| Phiale bisignata (F. O. P.-Cambridge, 1901)     | Мексика, Гватемала            |
| Phiale bryantae Roewer, 1951                    | Антигуа                       |
| Phiale bulbosa (F. O. P.-Cambridge, 1901)       | Панама                        |
| Phiale crocea C. L. Koch, 1846                  | от Панамы до Бразилии         |
| Phiale cruentata (Walckenaer, 1837)             | Бразилия, Французская Гвиана  |
| Phiale cubana Roewer, 1951                      | Куба                          |
| Phiale elegans (F. O. P.-Cambridge, 1901)       | Панама                        |
| Phiale flavescens (Peckham et Peckham, 1896)    | Панама                        |
| Phiale formosa (Banks, 1909)                    | Коста-Рика                    |
| Phiale geminata (F. O. P.-Cambridge, 1901)      | Панама                        |
| typus Phiale gratiosa C. L. Koch, 1846          | Бразилия, Парагвай, Аргентина |
| Phiale guttata (C. L. Koch, 1846)               | от Коста-Рики до Парагвая     |
| Phiale hieroglyphica (F. O. P.-Cambridge, 1901) | Мексика                       |
| Phiale huadquinae Chamberlin, 1916              | Перу                          |
| Phiale laticava (F. O. P.-Cambridge, 1901)      | Гватемала                     |
| Phiale lehmanni Strand, 1908                    | Колумбия                      |
| Phiale longibarba (Mello-Leitão, 1943)          | Бразилия                      |
| Phiale mediocava (F. O. P.-Cambridge, 1901)     | Мексика, Гватемала            |
| Phiale mimica (C. L. Koch, 1846)                | Бразилия                      |
| Phiale niveoguttata (F. O. P.-Cambridge, 1901)  | Панама                        |
| Phiale ortrudae Galiano, 1981                   | Эквадор                       |
| Phiale pallida (F. O. P.-Cambridge, 1901)       | Гватемала                     |
| Phiale quadrimaculata (Walckenaer, 1837)        | Бразилия                      |
| Phiale radians (Blackwall, 1862)                | Бразилия                      |
| Phiale roburifoliata Holmberg, 1875             | Аргентина                     |
| Phiale rubriceps (Taczanowski, 1871)            | Французская Гвиана            |
| Phiale septemguttata (Taczanowski, 1871)        | Французская Гвиана            |
| Phiale similis (Peckham & Peckham, 1896)        | Тринидад                      |
| Phiale simplicicava (F. O. P.-Cambridge, 1901)  | Мексика, Панама               |
| Phiale tristis Mello-Leitão, 1945               | Аргентина, Парагвай, Бразилия |
| Phiale virgo C. L. Koch, 1846                   | Суринам                       |